# Nanggerangjaya
Nanggerangjaya is een bestuurslaag in het regentschap Kuningan van de provincie West-Java, Indonesië. Nanggerangjaya telt 410 inwoners (volkstelling 2010).